# Hot Files
Hot Files (títol original en japonès: さ~ち) és un manga hentai creat el 2008 per USI. Fou publicat a França per Soleil el 2010 i el 2014 en una edició composta per dos volums.

## Rebuda
L'edició francesa de Soleil va ser ressenyada.
El tom 1 va ser criticat negativament a Manga Sanctuary donant-li una puntuació d'un 3 sobre 10. A PlaneteBD no fou criticat tan negativament donant-li un 2 sobre 4.
El tom 2 va ser considerat millor que el primer a Manga Sanctuary, donant-li un 5 sobre 10. A PlaneteDB fou considerat de menys qualitat que el primer tom.